# Монтіні Тангпхонг
Монтіні Тангпхонг (30 квітня 1985 — 4 листопада 2020) — колишня таїландська тенісистка.
Найвищу одиночну позицію світового рейтингу — 272 місце досягла 29 травня 2006, парну — 223 місце — 30 жовтня 2006 року.
Здобула 2 одиночні та 2 парні титули туру ITF.

## Життєпис
Почала грати в теніс у віці 7 років. Виступала за збірну Таїланду на чемпіонаті світу з тенісу серед жінок «Кубок Федерації» в 2004-2007 роках, а також представляв тайських тенісистів на 23-х Іграх Південно-Східної Азії на Філіппінах, вигравши 1 срібну медаль з жіночою команди разом з Сучанун Віратпрасерт, Напапорн Тонгсалі і Татча Віттаявірот також виграла ще одну бронзову медаль у жіночій парі з Татча Віттаявірот. Завершила кар'єру 2010 року. Померла 4 листопада 2020 року у віці 35 років від лімфоми.

## Фінали ITF
| турніри $50,000 |
| турніри $25,000 |
| турніри $10,000 |

### Одиночний розряд: 6 (2–4)
| Результат | Ранг | Дата             | Турнір                  | Покриття | Суперниця      | Рахунок       |
| --------- | ---- | ---------------- | ----------------------- | -------- | -------------- | ------------- |
| Перемога  | 1.   | 6 жовтня 2003    | ITF Джакарта, Індонезія | Тверде   | Ліза Андріяні  | 6–4, 6–1      |
| Перемога  | 2.   | 19 січня 2004    | ITF Нью-Делі, Індія     | Тверде   | Іша Лахані     | 2–6, 6–2, 6–3 |
| Поразка   | 3.   | 21 серпня 2004   | ITF Коломбо, Шрі-Ланка  | Ґрунт    | Латіша Чжань   | 1–6, 1–6      |
| Поразка   | 4.   | 1 листопада 2004 | ITF Мумбаї, Індія       | Тверде   | Гана Шромова   | 2–6, 1–6      |
| Поразка   | 5.   | 9 квітня 2005    | ITF Мумбаї, Індія       | Тверде   | Чжань Цзіньвей | 2–6, 3–6      |
| Поразка   | 6.   | 23 травня 2005   | ITF Пхукет, Таїланд     | Тверде   | Рьоко Фуда     | 1–6, 4–6      |

### Парний розряд: 6 (2–4)
| Результат | Ранг | Дата             | Турнір               | Покриття | Партнерка        | Суперниці                                | Рахунок       |
| --------- | ---- | ---------------- | -------------------- | -------- | ---------------- | ---------------------------------------- | ------------- |
| Перемога  | 1.   | 9 листопада 2003 | ITF Пуне, Індія      | Тверде   | Тасша Вітаявірой | Гіта Маногар Арчана Венкатараман         | 4–6, 7–5, 6–4 |
| Перемога  | 2.   | 19 січня 2004    | ITF Нью-Делі, Індія  | Тверде   | Тасша Вітаявірой | Сатомі Кіндзьо Такаґісі Томойо           | 3–6, 6–0, 6–3 |
| Поразка   | 3.   | 30 серпня 2004   | ITF Нью-Делі, Індія  | Тверде   | Тасша Вітаявірой | Рушмі Чакравартхі Сай Джаялакшмі Джаярам | w/o           |
| Поразка   | 4.   | 28 серпня 2006   | ITF Ґуанчжоу, КНР    | Тверде   | Такасе Аямі      | Чень Яньчон Жень Цзін                    | 2–6, 7–5, 6–4 |
| Поразка   | 5.   | 17 вересня 2006  | ITF Хіросіма, Японія | Килим    | Макі Арай        | Юка Курода Еріко Мідзуно                 | 1–6, 4–6      |
| Поразка   | 6.   | 9 жовтня 2006    | ITF Лагос, Нігерія   | Тверде   | Ліза Сабіно      | Магда Міхалаке Лаура Зігемунд            | 3–6, 3–6      |